# 500-km-Rennen von Silverstone 2000

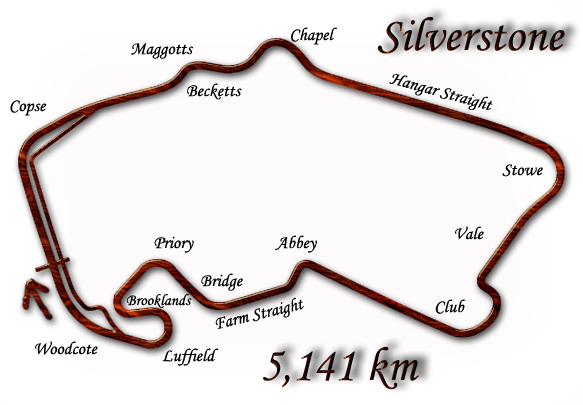
Streckenlayout des Silverstone Circuit 2000

Das 500-km-Rennen von Silverstone 2000, auch Days of Thunder (Silverstone 500 USA Challenge, European Le Mans Series), Silverstone Circuit, fand am 13. Mai auf dem Silverstone Circuit statt und war der dritte Wertungslauf der American Le Mans Series dieses Jahres.

## Das Rennen
2000 fanden an einem Wochenende zwei 500-km-Rennen auf dem Silverstone Circuit statt. Das am 13. Mai ausgefahrene Sportwagenrennen war das erste Rennen der American Le Mans Series das außerhalb Nordamerikas ausgefahren wurde. Am Tag danach trug die FIA-GT-Meisterschaft ihr Rennen mit derselben Renndistanz aus, das mit dem Sieg von Julian Bailey und Jamie Campbell-Walter im Lister Storm endete.
Das Rennen der American Le Mans Series gewannen JJ Lehto und Jörg Müller im BMW V12 LMR mit einem Vorsprung von 30 Sekunden auf den Panoz LMP-1 Roadster S von Jan Magnussen und David Brabham. 

## Ergebnisse

### Schlussklassement
| 1               | LMP | 42 | BMW Motorsport             | JJ Lehto Jörg Müller                                    | BMW V12 LMR            | 98 |
| 2               | LMP | 1  | Panoz Motor Sports         | Jan Magnussen David Brabham                             | Panoz LMP-1 Roadster S | 98 |
| 3               | LMP | 77 | Audi Sport North America   | Allan McNish Rinaldo Capello                            | Audi R8R               | 98 |
| 4               | LMP | 78 | Audi Sport North America   | Emanuele Pirro Frank Biela                              | Audi R8R               | 97 |
| 5               | LMP | 31 | Motorola DAMS              | Emmanuel Collard Éric Bernard                           | Cadillac Northstar LMP | 97 |
| 6               | LMP | 16 | Pescarolo Sport            | Olivier Grouillard Emmanuel Clérico Sébastien Bourdais  | Courage C52            | 94 |
| 7               | GTS | 91 | Viper Team Oreca           | Olivier Beretta Karl Wendlinger                         | Dodge Viper GTS-R      | 91 |
| 8               | GTS | 92 | Viper Team Oreca           | David Donohue Tommy Archer                              | Dodge Viper GTS-R      | 99 |
| 9               | LMP | 17 | SMG                        | Philippe Gache Gary Formato                             | Courage C60            | 88 |
| 10              | GTS | 49 | Freisinger Motorsport      | Stéphane Ortelli Wolfgang Kaufmann                      | Porsche 911 GT2        | 88 |
| 11              | LMP | 0  | Team Rafanelli             | Domenico Schiattarella Didier de Radiguès               | Lola B2K/10            | 88 |
| 12              | GT  | 51 | Dick Barbour Racing        | Bob Wollek Sascha Maassen                               | Porsche 911 GT3-R      | 87 |
| 13              | GTS | 33 | Konrad Motorsport          | Franz Konrad Jürgen von Gartzen                         | Porsche 911 GT2        | 87 |
| 14              | GT  | 23 | Alex Job Racing            | Bruno Lambert Randy Pobst                               | Porsche 996 GT3-R      | 87 |
| 15              | GT  | 21 | MCR Aspen Knolls           | Shane Lewis Cort Wagner                                 | Porsche 911 GT3-R      | 86 |
| 16              | GTS | 44 | BVB Motorsport             | Max Beaverbroock Geoff Lister                           | Porsche 911 GT2        | 86 |
| 17              | GT  | 5  | Dick Barbour Racing        | Lucas Luhr Dirk Müller                                  | Porsche 911 GT3-R      | 86 |
| 18              | GTS | 61 | Chamberlain Motorsport     | Toni Seiler Walter Brun                                 | Chrysler Viper GTS-R   | 86 |
| 19              | GT  | 22 | Alex Job Racing            | Robert Nagel Mike Fitzgerald                            | Porsche 911 GT3-R      | 86 |
| 20              | GTS | 08 | Roock Motorsport           | Hubert Haupt Vic Rice Zak Brown                         | Porsche 911 GT2        | 86 |
| 21              | GT  | 6  | Prototype Technology Group | Boris Said III Johannes van Overbeek Hans-Joachim Stuck | BMW M3 E46             | 85 |
| 22              | GTS | 62 | Chamberlain Motorsport     | Horst Felbermayr junior Michael Culver                  | Chrysler Viper GTS-R   | 85 |
| 23              | GT  | 70 | Skea Racing Kingston       | Johnny Mowlem David Murry                               | Porsche 911 GT3-R      | 85 |
| 24              | GT  | 41 | LR Organisation            | Michel Ligonnet Christophe Bouchut                      | Porsche 911 GT3-R      | 84 |
| 25              | LMP | 20 | Kremer Racing              | Christian Gläsel Christian Vann                         | Lola B98/K2000         | 84 |
| 26              | GT  | 07 | RWS Red Bull Motorsport    | Luca Riccitelli Hans-Jörg Hofer Dieter Quester          | Porsche 911 GT3-R      | 84 |
| 27              | GT  | 68 | Seikel Motorsport          | Michel Neugarten Tony Burgess                           | Porsche 911 GT3-R      | 82 |
| 28              | GT  | 69 | Kyser Racing               | Kye Wankum Greg Doff                                    | Porsche 911 GT3-R      | 74 |
| Ausgefallen     |     |    |                            |                                                         |                        |    |
| 29              | LMP | 2  | Panoz Motor Sports         | Johnny O’Connell Hiroki Katō                            | Panoz LMP-1 Roadster S | 97 |
| 30              | GT  | 10 | Prototype Technology Group | Peter Cunningham Brian Cunningham Niclas Jönsson        | BMW M3 E46             | 82 |
| 31              | GT  | 71 | Skea Racing Kingston       | Rohan Skea Doc Bundy                                    | Porsche 911 GT3-R      | 62 |
| 32              | LMP | 43 | BMW Motorsport             | Bill Auberlen Jean-Marc Gounon                          | BMW V12 LMR            | 56 |
| 33              | LMP | 32 | Motorola DAMS              | Marc Goossens Christophe Tinseau                        | Cadillac Northstar LMP | 39 |
| 34              | LMP | 36 | Johansson Matthews Racing  | Stefan Johansson Guy Smith                              | Reynard 2KQ            | 32 |
| 35              | LMP | 02 | Pole-Team                  | Mark Simo Norman Simon Günther Blieninger               | Riley & Scott Mk III   | 22 |
| Nicht gestartet |     |    |                            |                                                         |                        |    |
| 36              | LMP | 24 | Team Ascari                | Klaas Zwart Max Wilson                                  | Ascari A410            | 1  |
| 37              | GTS | 08 | Roock Motorsport           | Hugh Price Zak Brown                                    | Porsche 911 GT2        | 2  |

1 Getriebeschaden im Training
2 nicht gestartet

### Nur in der Meldeliste
Hier finden sich Teams, Fahrer und Fahrzeuge, die ursprünglich für das Rennen gemeldet waren, aber aus den unterschiedlichsten Gründen daran nicht teilnahmen.
| Pos. | Klasse | Nr. | Team                    | Fahrer                        | Chassis     |
| ---- | ------ | --- | ----------------------- | ----------------------------- | ----------- |
| 38   | LMP    | 18  | Thomas Bscher Promotion | Thomas Bscher Geoff Lees      | BMW V12 LM  |
| 39   | LMP    | 35  | Konrad Motorsport       | Jan Lammers Tom Coronel       | Lola B2K/10 |
| 40   | LMP    | 38  | Champion Racing         | Dorsey Schroeder James Weaver | Lola B2K/10 |

### Klassensieger
| Klasse | Fahrer          | Fahrer          | Fahrzeug          | Platzierung im Gesamtklassement |
| ------ | --------------- | --------------- | ----------------- | ------------------------------- |
| LMP    | JJ Lehto        | Jörg Müller     | BMW V12 LMR       | Gesamtsieg                      |
| GTS    | Olivier Beretta | Karl Wendlinger | Dodge Viper GTS-R | Rang 7                          |
| GT     | Bob Wollek      | Sascha Maassen  | Porsche 911 GT3-R | Rang 12                         |

### Renndaten
- Gemeldet: 40
- Gestartet: 35
- Gewertet: 28
- Rennklassen: 3
- Zuschauer: 10000
- Wetter am Renntag: warm und trocken
- Streckenlänge: 5,140 km
- Fahrzeit des Siegerteams: 2:55:06,379 Stunden
- Gesamtrunden des Siegerteams: 98
- Gesamtdistanz des Siegerteams: 503,744 km
- Siegerschnitt: 172,607 km/h
- Pole Position: Domenico Schiattarella – Lola B2K/10 (#0) – 1:37,030 = 190,714 km/h
- Schnellste Rennrunde: Domenico Schiattarella – Lola B2K/10 (#0) – 1:39,748 = 185,516 km/h
- Rennserie: 3. Lauf zur ALMS-Saison 2000